# Highlanders FC
Highlanders Football Club w skrócie Highlanders FC – zimbabwejski klub piłkarski grający w pierwszej lidze zimbabwejskiej, mający siedzibę w mieście Bulawayo.

## Historia
Highlanders Football Club został założony w 1926 jako Lions Football Club przez braci Alberta i Rhodesa Lobengula. Obaj bracia nauczyli się grać w piłkę podczas pobytu na studiach Południowej Afryce. W 1936 klub zmienił nazwę na Matebeleland Highlanders Football Club. W 1966 klub dostał propozycję występów w lokalnej lidze Rhodesia National Football League (RNFL).
Dwa lata później klub przystąpił do rozgrywek Division 2. Highlanders w wygrało swój premierowy sezon i awansowało do Division 1. Pobyt w rodezyjskiej ekstraklasie trwał tylko sezon zakończony spadkiem. W 1971 klub powrócił do Division 1. W 1975 klub zdobył mistrzostwo Rodezji. Po uzyskaniu niepodległości przez Zimbabwe Highlanders występowało w rozgrywkach Zimbabwe Premier Soccer League, które zastąpiły Rhodesia National Football League. Highlanders siedmiokrotnie w latach 1990-2006 wygrało te rozgrywki.

## Sukcesy
- I liga[1]:
  - mistrzostwo (7): 1990, 1993, 1999, 2000, 2001, 2002, 2006.

- Puchar Zimbabwe[2]:
  - zwycięstwo (4): 1990, 2001, 2013, 2019.

- Zimbabwe Independence Trophy[2]:
  - zwycięstwo (5): 1986, 1988, 1991, 2001, 2002.

- BP Cup[2]:
  - zwycięstwo (1): 1994.

- Chibuku Cup[2]:
  - zwycięstwo (4): 1973, 1980, 1984, 1986.

- Tarcza Dobroczynności[2]:
  - zwycięstwo (2): 2001, 2005.

## Występy w afrykańskich pucharach
| Sezon | Rozgrywki                 | Runda   | Kraj      | Klub                         | Dom | Wyjazd | Dwumecz      |
| ----- | ------------------------- | ------- | --------- | ---------------------------- | --- | ------ | ------------ |
| 1987  | Puchar Zdobywców Pucharów | 1       | Tanzania  | Miembeni SC                  | 1–0 | 0–1    | 1–1 (k. 2–5) |
| 1992  | Puchar Zdobywców Pucharów | 1       | Tanzania  | Railways SC                  | –   | –      | –            |
| 1991  | Puchar Mistrzów           | 1       | Kenia     | Gor Mahia                    | 4–0 | 0–1    | 4–1          |
| 1991  | Puchar Mistrzów           | 2       | Egipt     | Al-Ahly Kair                 | 0–1 | 0–3    | 0–3          |
| 1994  | Puchar Mistrzów           | 1       | Zambia    | Nkana Red Devils             | –   | –      | –            |
| 2000  | Liga Mistrzów             | 1       | Seszele   | St Michel United FC          | 1–0 | 2–0    | 3–0          |
| 2000  | Liga Mistrzów             | 2       | Kamerun   | Sable FC                     | 3–0 | 0–3    | 3–3 (k. 3–5) |
| 2001  | Liga Mistrzów             | 1       | Tanzania  | Young Africans SC            | 2–2 | 0–2    | 2–4          |
| 2002  | Liga Mistrzów             | 1       | Mozambik  | CD Costa do Sol              | 1–0 | 0–2    | 1–2          |
| 2003  | Liga Mistrzów             | 1       | Reunion   | SS Saint-Louisienne          | 3–1 | 1–1    | 4–2          |
| 2003  | Liga Mistrzów             | 2       | Tunezja   | Espérance Tunis              | 1–1 | 0–6    | 1–7          |
| 2007  | Liga Mistrzów             | wstępna | Mauritius | Pamplemousses SC             | 1–0 | 0–1    | 1–1 (k. 9–8) |
| 2007  | Liga Mistrzów             | 1       | Egipt     | Al-Ahly Kair                 | 0–0 | 0–2    | 0–2          |
| 2008  | Puchar Konfederacji       | wstępna | Mozambik  | Clube Ferroviário de Nampula | 3–0 | 0–1    | 3–1          |
| 2008  | Puchar Konfederacji       | 1       | Zambia    | Green Buffaloes FC           | 1–0 | 1–1    | 2–1          |
| 2008  | Puchar Konfederacji       | 2       | Sudan     | Al-Merreikh Omdurman         | 0–2 | 1–3    | 1–5          |
| 2011  | Puchar Konfederacji       | wstępna | Zambia    | Nchanga Rangers              | –   | –      | –            |

## Stadion
Domowe mecze klub rozgrywa na stadionie o nazwie Barbourfields Stadium w Bulawayo, który może pomieścić 32000 widzów.